# Soundtrack (serie televisiva)
 Soundtrack è una serie televisiva statunitense creata da Joshua Safran, distribuita su Netflix il 18 dicembre 2019. La serie vede come produttori esecutivi Safran, insieme a: Megan Ellison, Sue Naegle e Ali Krug e come attori Callie Hernandez, Jahmil French, Jenna Dewan, Campbell Scott, Madeleine Stowe, Marianne Jean-Baptiste, Megan Ferguson, Evan Whitten e Paul James.

## Premessa
Soundtrack prende in esame "storie d'amore che collegano un gruppo eterogeneo e disparato di persone nella Los Angeles contemporanea mediante la musica che vive nei loro cuori e nelle loro menti".

## Personaggi e interpreti
- Nellie O'Brien interpretata da Callie Hernandez
- Dante Mendoza interpretato da Jahmil French
- Joanna Kassem interpretata da Jenna Dewan
- Frank O'Brien interpretato da Campbell Scott
- Margot Weston interpretata da Madeleine Stowe
- Annette Sands interpretata da Marianne Jean-Baptiste
- Gigi Dumont interpretato da Megan Ferguson
- Barry Hughes interpretato da Isaiah Givens
- Samson Hughes interpretato da Paul James
- Jake interpretato da Stephen Schneider

## Episodi
| Stagione       | Episodi | Prima TV originale | Prima TV Italia |
| -------------- | ------- | ------------------ | --------------- |
| Prima stagione | 10      | 2019               | 2019            |

## Produzione

### Sviluppo
Il 19 gennaio 2018 è stato annunciato che Fox aveva commissionato la produzione di un episodio pilota. L'episodio in questione è stato scritto da Joshua Safran, e che sarebbe stato anche il produttore esecutivo insieme a Megan Ellison e Sue Naegle. Ali Krug è stato scelto come co-produttore esecutivo. Le società di produzione coinvolte nel pilota hanno preteso l'inclusione della Annapurna Television. L'8 febbraio 2018, è stato comunicato Jesse Peretz avrebbe diretto il pilota.
L'11 maggio 2018, Safran ha annunciato su Twitter che Fox aveva bocciato il pilota e declinato la produzione della serie. Più tardi nello stesso mese, è stato confermato che la produzione era stata venduta ad altri potenziali clienti. Il 2 luglio 2018, è stato annunciato che Netflix aveva commissionato la produzione in serie per una prima stagione composta da dieci episodi. È stato anche comunicato che Ali Krug lavorerebbe tuttora come produttore esecutivo e che la 20th Century Fox Television e i Fox 21 Television Studios starebbero attualmente collaborando per la serie come società di produzione aggiuntive.

### Casting
Nel febbraio 2018, è stato annunciato che Madeleine Stowe e Callie Hernandez erano entrati a far parte del cast principale dell'episodio pilota. Nel marzo 2018, è stato comunicato che Megan Ferguson, Jenna Dewan e Raúl Castillo si erano uniti al cast principale del primo episodio. Ad accompagnare l'annuncio dell'ordine delle serie di maggio 2018, vi era stato quello della rifusione del ruolo di Castillo. Il 13 dicembre 2018, è stato annunciato che Paul James era stato scelto per sostituire Castillo.